# Mersch (Jülich)
Mersch is een plaats in de Duitse gemeente Jülich, deelstaat Noordrijn-Westfalen, en telt 813 inwoners (2006).